# التركيبة السكانية في موريتانيا
تتحدثُ هذه المقالة عن التركيبة السكانية للسكان في دولة موريتانيا بما في ذلك الكثافة السكانية، العرق، المستوى التعليم، الصحة والوضع الاقتصادي والانتماءات الدينية ومختلف الجوانب الأخرى التي تهمّ السكان بالدرجة الأولى.

## السكان

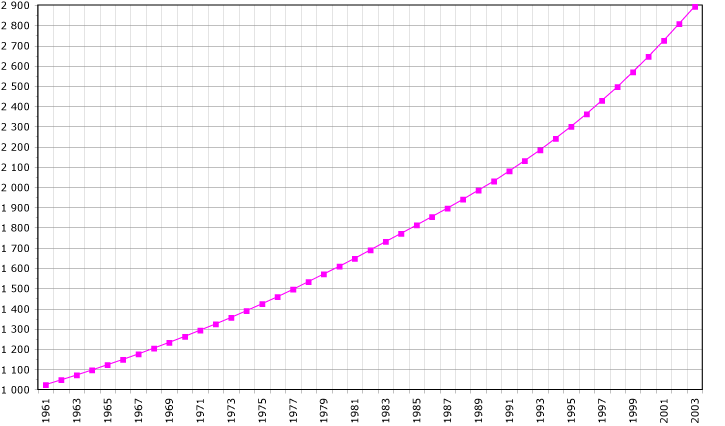
التركيبة السكانية في دولة موريتانيا حسب بيانات منظمة الأغذية والزراعة الصادرة سنة 2005; عدد السكان بالآلاف.

وفقا لتقرير التوقعات السكانية في العالم الصادر سنة 2014 فإن مجموع سكان موريتانيا بلغَ 4.301.018 في عام 2016 مقارنة بـ 650.00 فقط في عام 1950. نسبة الأطفال دون سن 15 حسب إحصاء سنة 2010 تصلُ إلى 39.9% فيما تُشكل 57.4% نسبة عمر الأشخاص بين 15 و65 سنة أما 2.7% فتُمثل من هم في 65 عاما أو أكثر.
| السنة | مجموع السكان (× 1000) | السكان الذين تتراوح أعمارهم بين 0-14 سنة (%) | السكان الذين تتراوح أعمارهم بين 15 و64 سنة (%) | السكان الذين تتجاوزُ أعمارهم 65 سنة (%) |
| ----- | --------------------- | -------------------------------------------- | ---------------------------------------------- | -------------------------------------- |
| 1950  | 657                   | 43.8                                         | 54.8                                           | 1.4                                    |
| 1955  | 744                   | 43.6                                         | 54.7                                           | 1.6                                    |
| 1960  | 854                   | 44.3                                         | 53.8                                           | 1.8                                    |
| 1965  | 984                   | 45.2                                         | 52.8                                           | 2.0                                    |
| 1970  | 1 134                 | 45.8                                         | 52.1                                           | 2.2                                    |
| 1975  | 1 312                 | 45.8                                         | 51.9                                           | 2.3                                    |
| 1980  | 1 518                 | 45.6                                         | 51.9                                           | 2.4                                    |
| 1985  | 1 748                 | 45.3                                         | 52.2                                           | 2.5                                    |
| 1990  | 1 996                 | 44.9                                         | 52.5                                           | 2.6                                    |
| 1995  | 2 292                 | 44.0                                         | 53.4                                           | 2.7                                    |
| 2000  | 2 643                 | 42.7                                         | 54.6                                           | 2.7                                    |
| 2005  | 3 047                 | 41.2                                         | 56.1                                           | 2.7                                    |
| 2010  | 3 460                 | 39.9                                         | 57.4                                           | 2.7                                    |

### هيكل السكان[2]
هيكل السكان حسب إحصاء 24 مارس من عام 2013 (التعداد الكامل) :
| الفئة العمرية | ذكر       | أنثى      | المجموع   | %     |
| ------------- | --------- | --------- | --------- | ----- |
| مجموع         | 1 074 743 | 1 794 294 | 3 537 368 | 100   |
| 0-4           | 316 217   | 298 475   | 614 692   | 17,38 |
| 5-9           | 263 263   | 256 839   | 520 102   | 14,70 |
| 10-14         | 212 838   | 216 667   | 429 505   | 12,14 |
| 15-19         | 176 116   | 185 288   | 361 404   | 10,22 |
| 20-24         | 144 478   | 157 962   | 302 440   | 8,55  |
| 25-29         | 121 586   | 135 767   | 257 353   | 7,28  |
| 30-34         | 99 834    | 113 691   | 213 525   | 6,04  |
| 35-39         | 83 578    | 379 95    | 178 957   | 5,06  |
| 40-44         | 72 108    | 79 228    | 151 336   | 4,28  |
| 45-49         | 60 297    | 64 516    | 124 813   | 3,53  |
| 50-54         | 50 739    | 51 751    | 102 490   | 2,90  |
| 55-59         | 41 075    | 40 645    | 81 720    | 2,31  |
| 60-64         | 31 660    | 30 459    | 62 119    | 1,76  |
| 65-69         | 24 120    | 23 055    | 47 175    | 1,33  |
| 70-74         | 18 167    | 17 129    | 35 296    | 1,00  |
| 75-79         | 12 670    | 12 231    | 24 901    | 0,70  |
| 80-84         | 8 080     | 8 584     | 16 664    | 0,47  |
| 85+           | 6 248     | 6 628     | 12 876    | 0,36  |

| الفئة العمرية | ذكر     | أنثى    | المجموع   | %     |
| ------------- | ------- | ------- | --------- | ----- |
| 0-14          | 792 318 | 771 981 | 1 564 299 | 44,22 |
| 15-64         | 881 471 | 954 686 | 1 836 157 | 51,91 |
| 65+           | 69 285  | 67 627  | 136 912   | 3,87  |

## الإحصاءات الحيوية
تسجيل الوقائع الحيوية في موريتانيا غير مكتملة. السكان قسم الأمم المتحدة أعدت التقديرات التالية.
| Period | Live births per year | Deaths per year | Natural change per year | CBR* | CDR* | NC*  | TFR* | IMR* |
| --- | -------------------- | --------------- | ----------------------- | ---- | ---- | ---- | ---- | ---- |
| 1950-1955 | 34 000               | 16 000          | 18 000                  | 48.6 | 23.4 | 25.1 | 6.34 | 151  |
| 1955-1960 | 40 000               | 18 000          | 22 000                  | 50.2 | 22.2 | 28.0 | 6.71 | 149  |
| 1960-1965 | 45 000               | 19 000          | 26 000                  | 49.3 | 20.7 | 28.6 | 6.79 | 147  |
| 1965-1970 | 51 000               | 20 000          | 31 000                  | 47.9 | 19.1 | 28.8 | 6.79 | 143  |
| 1970-1975 | 57 000               | 20 000          | 37 000                  | 46.5 | 16.3 | 30.2 | 6.75 | 133  |
| 1975-1980 | 63 000               | 20 000          | 43 000                  | 44.7 | 14.2 | 30.4 | 6.57 | 113  |
| 1980-1985 | 70 000               | 20 000          | 49 000                  | 42.6 | 12.4 | 30.1 | 6.28 | 93   |
| 1985-1990 | 77 000               | 22 000          | 56 000                  | 41.3 | 11.6 | 29.7 | 6.06 | 81   |
| 1990-1995 | 86 000               | 23 000          | 62 000                  | 40.0 | 11.0 | 29.0 | 5.78 | 77   |
| 1995-2000 | 94 000               | 26 000          | 68 000                  | 38.2 | 10.6 | 27.6 | 5.40 | 76   |
| 2000-2005 | 104 000              | 29 000          | 75 000                  | 36.6 | 10.3 | 26.3 | 5.05 | 77   |
| 2005-2010 | 113 000              | 33 000          | 81 000                  | 34.8 | 10.1 | 24.8 | 4.71 | 77   |
| * CBR = crude birth rate (per 1000); CDR = crude death rate (per 1000); NC = natural change (per 1000); TFR = total fertility rate (number of children per woman; IMR = infant mortality rate per 1000 births) |                      |                 |                         |      |      |      |      |      |

### الخصوبة والولادة
معدل الخصوبة الكلي ثم معدل الولادة:
| العام     | معدل الولادة (المجموع) | معدل الخصوبة الإجمالي (المجموع) | معدل الولادة (المناطِق الحضرية) | معدل الخصوبة الإجمالي (المناطق الحضرية) | معدل الولادة (المناطق الريفية) | معدل الخصوبة الإجمالي (المناطق الريفية) |
| --------- | ---------------------- | ------------------------------- | ------------------------------ | --------------------------------------- | ------------------------------ | --------------------------------------- |
| 2000-2001 | 32,1                   | 4,7 (4,3)                       | 31,9                           | 4,3 (3,9)                               | 32,1                           | 5,0 (4,7)                               |
| 2003-2004 | 4,6                    | 4,1                             | 5,1                            |                                         |                                |                                         |

بيانات الخصوبة اعتبارا من عام 2010 (DHS):
| المنطقة | معدل الخصوبة الكلي | النسبة المئوية للنساء في عمر 15-49 | عدد الأطفال المولودين للنساء في سن 40-49 |
| ------- | ------------------ | ---------------------------------- | ---------------------------------------- |
| نواكشوط | 4.3                | 8.0                                | 5.7                                      |
| Sud-Est | 5.0                | 10.4                               | 5.2                                      |
| Fleuve  | 5.1                | 8.5                                | 6.0                                      |
| نورد    | 4.6                | 7.1                                | 6.5                                      |
| مركز    | 4.0                | 6.7                                | 6.1                                      |

## الإحصاءات الديمغرافية[5]
السكان:
3,381,634 (حزيران/يونيو 2011)
متوسط العمر:
- المجموع: 19.3 سنة
- الذكور: 18.5 سنة
- الإناث: 20.2 سنة (تقديرات عام 2010.)

معدل النمو السكاني:
2.349% (تقديرات عام 2011.)
- عند الولادة: 1.03 ذكور/أنثى
- تحت 15 سنة: 1.01 ذكور/أنثى
- 15-64 سنة: 0.89 ذكور/أنثى
- 65 سنة وأكثر: 0.74 ذكور/أنثى
- إجمالي عدد السكان: 0.93 ذكور/أنثى (تقديرات عام 2010.)

متوسط العمر المتوقع عند الولادة:
- إجمالي عدد السكان: 60.75 سنة
- الذكور: 58.57 سنة
- الإناث: 62.99 سنة (2010)

فيروس نقص المناعة البشرية/الإيدز - الناس الذين يعيشون مع فيروس نقص المناعة البشرية/الإيدز:
9,500 (2003)
فيروس نقص المناعة البشرية/الإيدز - الوفيات:
أقل من 500 (2003)
الجنسية:
الاسم: جنسية موريتانية
الصفة: موريتاني(ة)
المجموعات العرقية:
العرب (حراطين 45%، بيظان ، 40%)، أفارقة  -غير الناطق بالعربية- 15%
اللغات:
العربية (اللغة الرسمية والوطنية)، الفرنسية (تستخدم على نطاق واسع في وسائل الإعلام وبين الطبقات المثقفة)، سوننكية، ولوفية (لغات وطنية).
محو الأمية:
تعريف: يستطيعون القراءة والكتابة من سن 15 فما فوق
- إجمالي عدد السكان: 51.2%
- الذكور: 59.5%
- الإناث: 43.4% (تعداد عام 2000)